# Coenraad van Zijp
Coenraad van Zijp (* 1879 in Tanjung Pinang auf den Riau-Inseln, heute Indonesien; † 1941 Leiden) war ein niederländischer Apotheker. Sein offizielles botanisches Autorenkürzel lautet „Zijp“.
Er lebte bis 1921 im damaligen Niederländisch-Indien. Ab 1922 lebte er in oder nahe Indien. Zijp verfasste Aufsätze zur Pharmakologie, Chemie und Botanik. Bei den botanischen Abhandlungen publizierte er gemeinsam mit Theodoric Valeton (1855–1920).